# Pátera ibera de Perotito

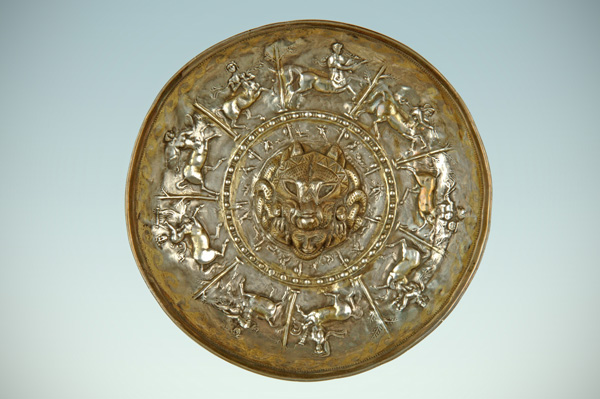
Pátera ibera de Perotito

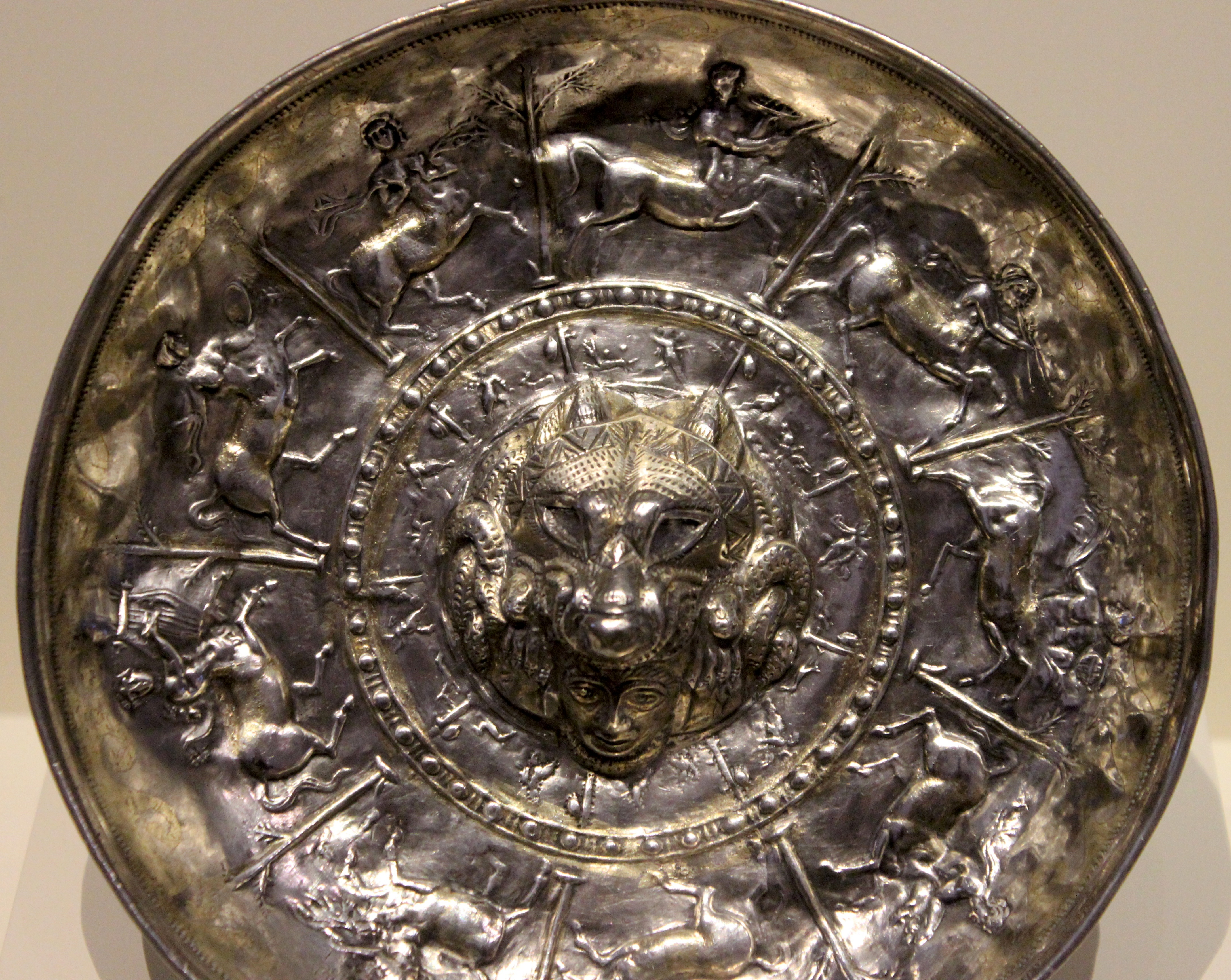
Detalhe de a Pátera ibera de Perotito

A Pátera ibera de Perotito é uma pátera de prata fabricada pelos iberos, datada entre 1000 a.C. Sua descoberta ocorreu em uma propriedade conhecida como Perotito, localizada em Santisteban del Puerto, um município espanhol na província de Jaén, Andaluzia, situada na região do Condado. A peça está permanentemente exposta no Museu Arqueológico Nacional de Madrid, com o número de inventário 1917/39/1.

## Descrição
A pátera, um prato raso, era utilizado em cerimônias religiosas e ritos da antiguidade, reunindo elementos iconográficos helenísticos e iberos. A patera faz parte de um conjunto composto por vários recipientes. Ela é feita de uma folha de prata, martelada a partir da parte traseira para a decoração, sugerindo que o artesão possivelmente utilizou um modelo importado para sua criação.

## Características técnicas
- Medidas: 17,2cm diâmetro.
- Peso: 194,74 gr.
- Estilo ibero.
- Material: Prata.
- Iconografia: Cena da caça, lobo, centauro.